# Jackson (Washington megye, Wisconsin)
Jackson város az USA Wisconsin államában, Washington megyében. Lakosainak száma 4629 fő (2020. április 1.).

## Népesség
A település népességének változása:
| Lakosok száma | 3516 | 4134 | 4629 |
|               | 2000 | 2010 | 2020 |